# Onobrychis poikilantha
Onobrychis poikilantha är en ärtväxtart som beskrevs av Karl Heinz Rechinger. Onobrychis poikilantha ingår i släktet esparsetter, och familjen ärtväxter. Inga underarter finns listade i Catalogue of Life.